# Kajetan Duszyński
Kajetan Duszyński (født 12. maj 1995) er en polsk atlet, der konkurrerer i sprintløb med speciale i 400 meter.
Han deltog i Polens hold, der blev nummer 5 i 4x400 meter ved sommer-OL 2020 i Tokyo, samt i den mixed 4x400 meter stafet, hvor Polen vandt guldmedalje.